# グリーンスローモビリティ

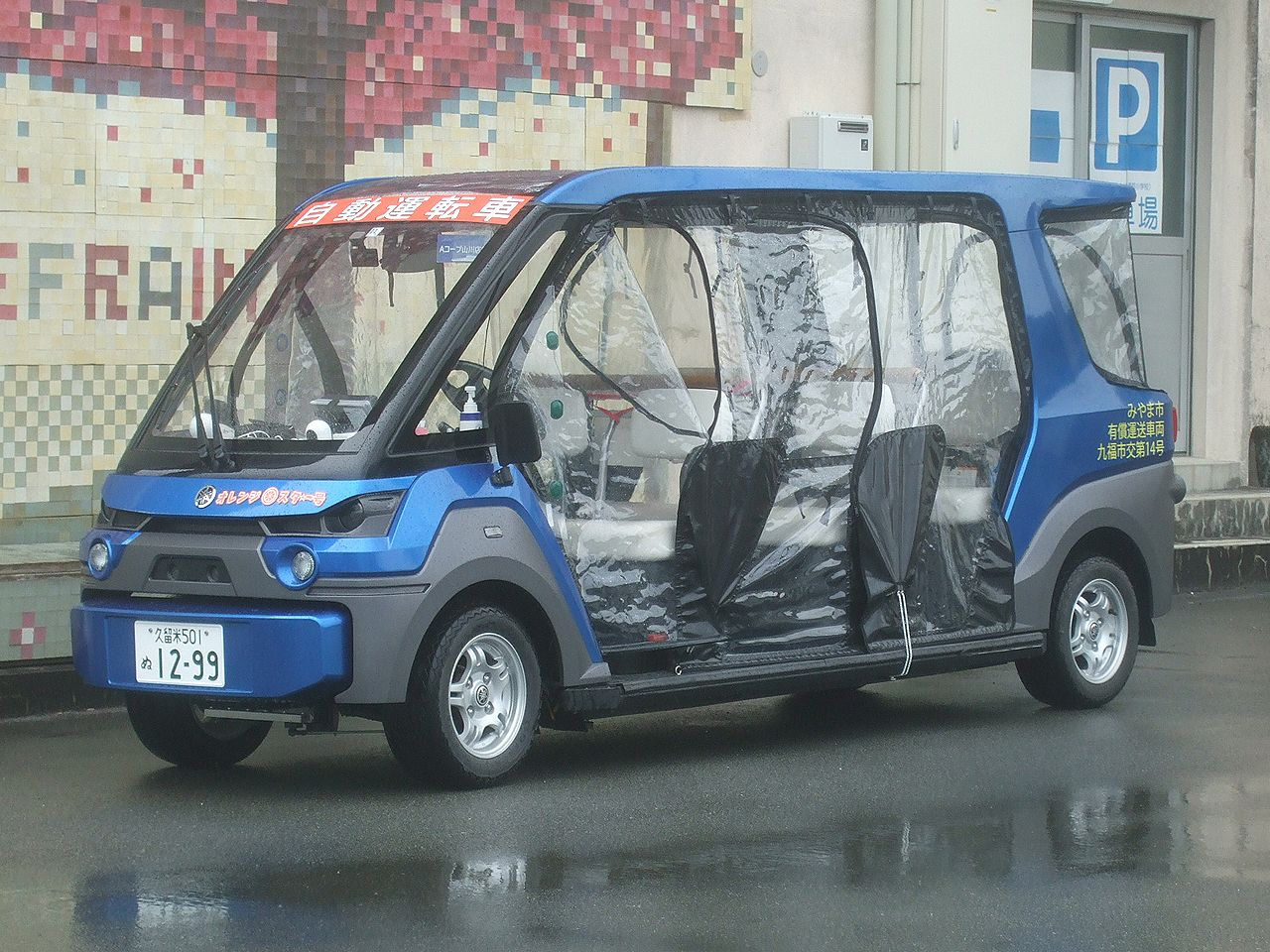
グリーンスローモビリティの一事例である福岡県みやま市コミュニティバス「オレンジスター号」低速ゆえに安全装置である側面のドアのない車両で走行可能

グリーンスローモビリティ（英語: Green Slow Mobility）とは、低速の電気自動車を利用した公共交通機関であり、その車両を含めた総称である。略称はグリスロ、GSM。

## 概要
20 km/h未満で動く、4人乗りの電動ゴルフカートから大きくても20人乗りの電動バスのような小さな車両が利用され、在来の公共交通を補完するラストワンマイルを運行する1 - 3 km程度の短い公共交通サービスである。電動自動車であることにより、交通分野における低炭素化に寄与し、ガソリンスタンドの整備が必要なく、低速であることにより安全装置を簡略化し担い手を広げること や自動運転車の導入などが期待される。
主に交通量の少ない生活道路や、道幅の広く交通容量に余裕のある幹線道路を走ることが想定されている。
高齢化の進む過疎地において、在来の公共交通機関までの移動手段（フィーダーバス）や、風景を見ながら走れる観光地のアトラクション的な移動手段などの応用が考えられる。
運営形態としては、バス事業や10人乗り以下の車両ならタクシー事業として運営する、過疎地や高齢者に対象を限るなどの許可による自家用有償旅客運送、無償のボランティア輸送が想定される。
グリーンスローモビリティの起源は輪島市と群馬県の試みにあるとされる。輪島では、2010年頃公共交通の衰退と観光客の回遊性の低さに悩まされていたゴルフ好きの商工会議所会頭が電動ゴルフカートを街中で走らせることを思いつき、様々な取り組みをする中でゴルフカートメーカーであるヤマハ発動機および東京大学とともに自動運転を含めた研究をすすめて社会実装に至った。群馬では2010年に群馬大学は低速電動バスの概念を構築し、2013年にシンクトゥギャザーの協力のもと開発し、桐生市の協力により実証実験が行われ導入された。

## 主なメーカーと製品
（順不同）
- シンクトゥギャザー - eCOM4、eCOM-82、eCOM-10
- ヤマハ発動機 - AR-04、AR-05、AR-07
- イメイド[5] - CV-8、CV-10
- タジマモーターコーポレーション[6] - NAO、NAO2
- NAVYA - ARMA

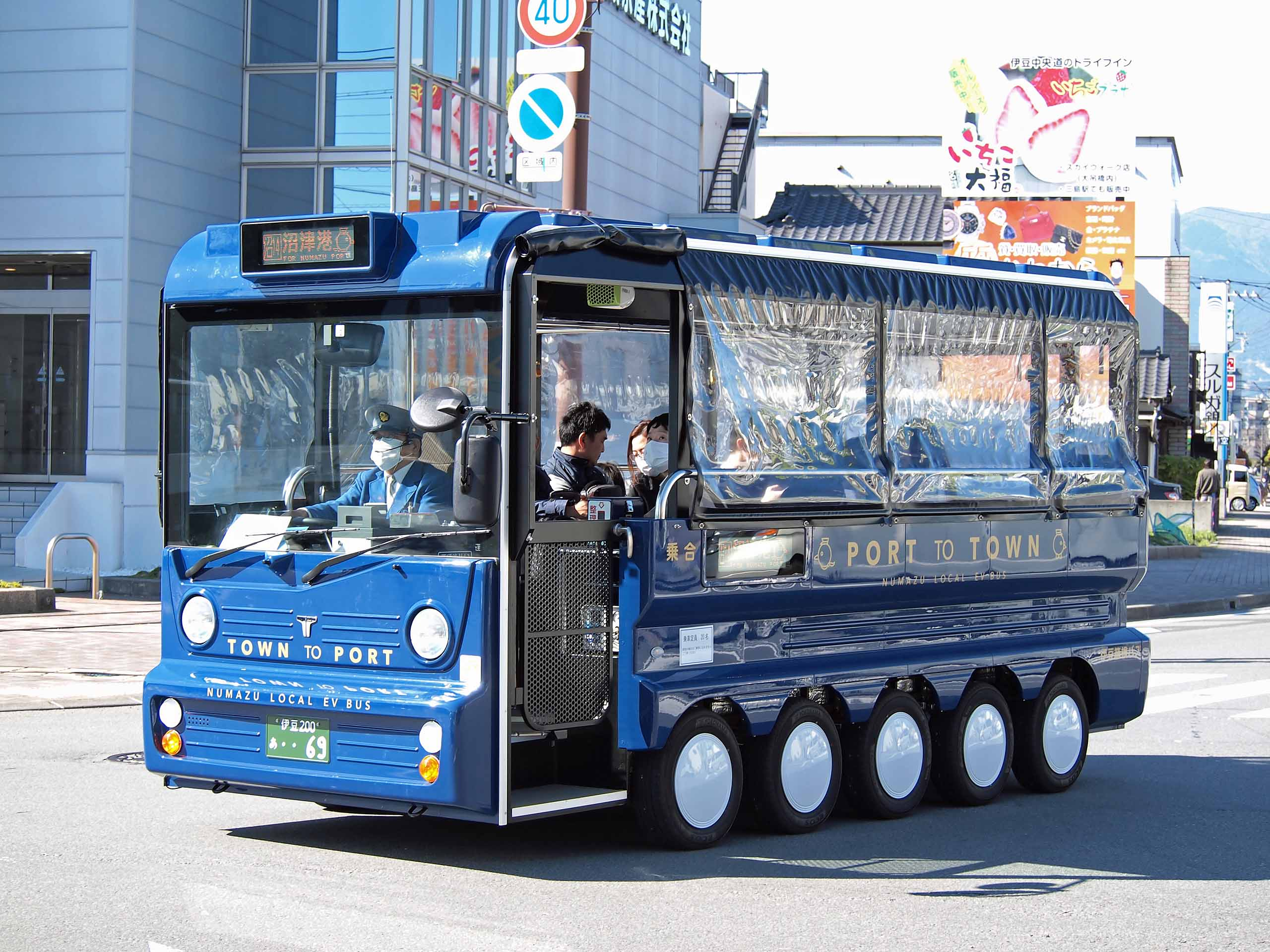
シンクトゥギャザー eCOM-10（伊豆箱根バス）
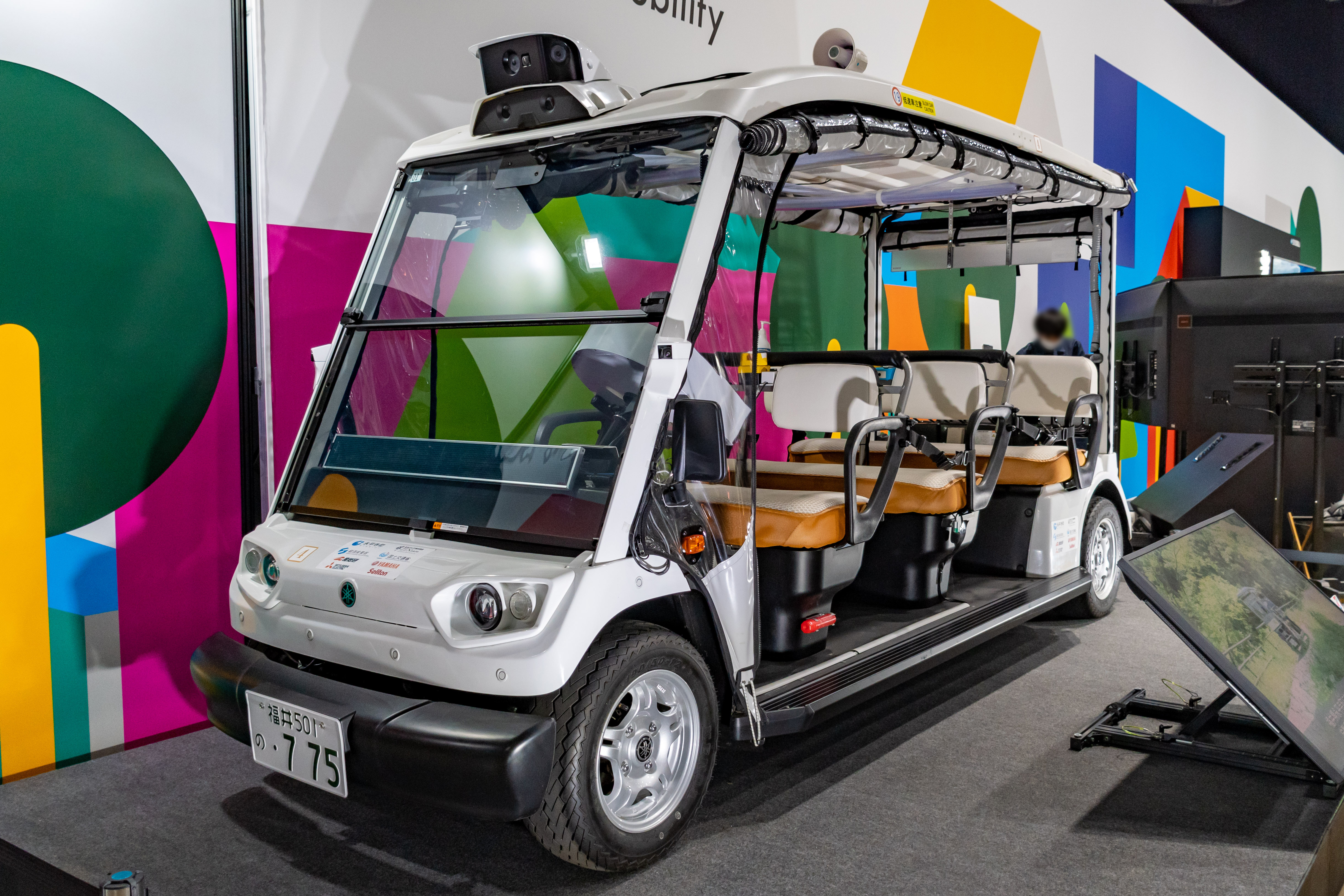
ヤマハ AR-07を改造した自動運転車両（ZEN drive）
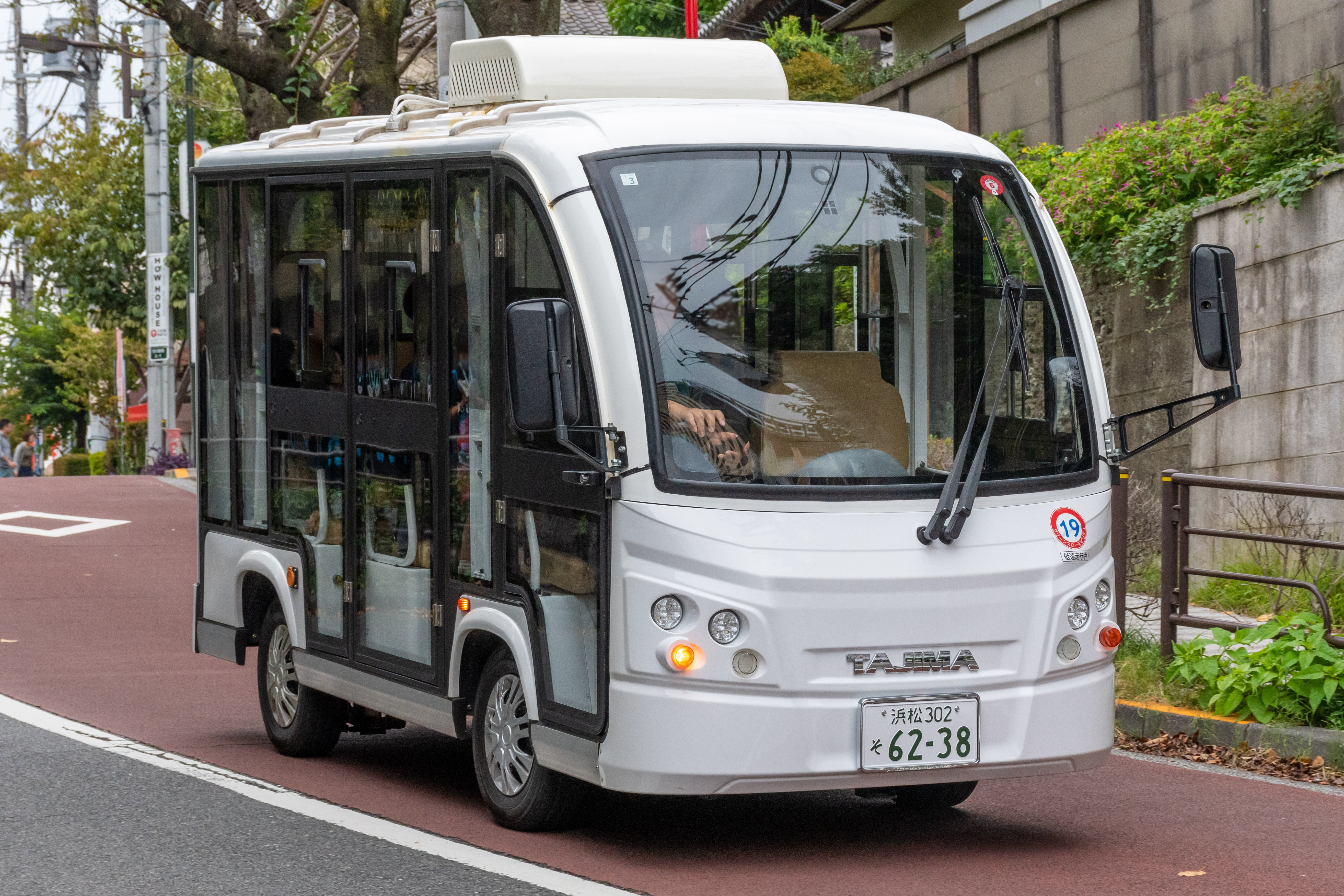
TAJIMA NAO-6J（東京都台東区の実証実験）

## 導入例
この項では、期間を設け導入実証実験を行っている事業者を記さず、継続的な運行が認められ且つ本格的な運行を開始している事業者（定時定路線）のみを記す。
（参照：）
バス事業
| 運行場所         | 名称                         | 事業者（運行委託事業者）                                     |
| ---------------- | ---------------------------- | ------------------------------------------------------------ |
| 広島県福山市     | グリスロバス                 | 福山市（鞆鉄道）                                             |
| 静岡県沼津市     | 沼津港線EVバス               | 沼津市（伊豆箱根バス）                                       |
| 宮崎県宮崎市     | ぐるっぴー                   | 宮崎市まちなかグリスロ運行協議会（宮崎交通）                 |
| 東京都豊島区     | IKEBUS                       | 豊島区（WILLER EXPRESS）                                     |
| 栃木県日光市     | 日光グリーンスローモビリティ | 日光市（東武バス日光）                                       |
| 岩手県陸前高田市 | モビタ                       | 陸前高田市（一般社団法人岩陸前高田グリーンスローモビリティ） |
| 富山県富山市     | Boule Baas（BB「ビービー」） | 富山市（ブールバールエリアマネジメント富山、アイカワ）       |
| 東京都杉並区     | グリーンスローモビリティ     | 杉並区（キャピタルモータース）                               |
| 大分県由布市     | nolc                         | 大分県由布市ノルク事務局                                     |
| 島根県飯南町     | 縁結ビークル                 | 出雲観光タクシー                                             |
| 福井県永平寺町   | ZEN drive                    | まちづくり株式会社ZENコネクト                                |
| 鳥取県倉吉市     | グリーンスローモビリティ     | 日ノ丸ハイヤー、打吹つながるモビリティ運営協議会事務局       |
| 群馬県みどり市   | 観光周遊バス                 | みどり市観光協会                                             |

無償運送バス事業
| 運行場所     | 名称                               | 事業者（運行委託事業者）                   |
| ------------ | ---------------------------------- | ------------------------------------------ |
| 北海道登別市 | オニスロ                           | 登別温泉（登別国際観光コンベンション協会） |
| 富山県黒部市 | EMU                                | 宇奈月温泉（でんき奈月）                   |
| 大分県大分市 | 大南地域グリーンスローモビリティ   | 大分市                                     |
| 大分県大分市 | 佐賀関地域グリーンスローモビリティ | 大分市                                     |
| 大分県大分市 | 野津原地域グリーンスローモビリティ | 大分市                                     |
| 千葉県松戸市 | グリーンスローモビリティ           | 松戸市                                     |
| 群馬県桐生市 | MAYU                               | 桐生市（桐生再生）                         |
| 茨城県境町   | 自動運転バス                       | BOLDLY                                     |
| 沖縄県北谷町 | ミハマシャトルカート               | チャタモビ                                 |
| 群馬県富岡市 | まちなか周遊観光バス               | 富岡市                                     |

タクシー事業
| 運行場所           | 名称                   | 事業者               |
| ------------------ | ---------------------- | -------------------- |
| 広島県福山市       | 城町タクシー           | アサヒタクシー       |
| 広島県福山市       | 潮待ちタクシー         | アサヒタクシー       |
| 岡山県笠岡市北木島 | 予約制タクシーグリスロ | かさおか島づくり海社 |
| 大阪府河内長野市   | クルクル               | 河内長野市           |